# Джовани Пиранези
Вижте пояснителната страница за други личности с името Джовани.
Джовани Батиста Пиранези (на италиански: Giovanni Battista Piranesi, Giambattista Piranesi) е италиански архитект, художник-график и археолог.

## Биография
Пиранези е роден в град Моляно Венето, край Тревизо, тогава част от Република Венеция, в семейството на каменоделец. Началното си образование получава от по-големия си брат Анджело, първите си архитектурни познания получава в ранна възраст, докато помага на чичо си Матео Лучеси при строежа на венецианската „Магистрала дел Аква“.
През 1740 г. Пиранези заминава в Рим като художник-гравьор към венецианската дипломатическа мисия. В Рим усъвършенства техниката си в офорта. Между 1743 и 1747 г. често пътува до Венеция, където работи заедно с Джовани Батиста Тиеполо.
Първия си цикъл графики публикува в Рим през 1743 г. Става прочут с четирите си големи „Гротески“ (1745) и серията от 14 „Фантазии на тема затвори“ (1745-1761 г.) През 1763 година папа Бенедикт XIV му поръчва изграждането на хоровия ансамбъл на църквата „Свети Йоан“ в Латерано. По-късно Орденът на малтийците му поръчва оформянето на храмовия ансамбъл „Света Мария“ на хълма Авентин в Рим. Постепенно Пиранези се превръща в един от най-знатните граждани на Рим, където умира след тежко боледуване.

## Творчество
В „Гротеските“ и „Фантазиите“ Пиранези проявява богатата си фантазия и високо техническо майсторство, които се ценят и до днес. Въвежда необичайнии за окото перспективи и ракурси, изгражда фантастични лабиринти от арки, стълби, колони, въжета, които и до днес привличат вниманието на художници, писатели и поети, музиканти, архитекти, кинематографисти.
Най-мащабна е серията офорти „Изгледите на Рим“, в която художникът графично пресъздава и реконструира практически всички архитектурни забележителности на този град и околностите му.

## Галерия
- Подемен мост, от серията „Фантазии на тема затвори“, VII лист на второто издание
- Изглед на Пантеона отвътре, от серията офорти „Изгледите на Рим“
- Фонтан с обелиск (на италиански: Fontana del Pantheon) пред римския Пантеон на Пиаца дела Ротонда (на италиански: Piazza della Rotonda)
- Храмът на Сатурн, от серията офорти „Изгледите на Рим“
- Фронтиспис, статуя на Минерва
- Изглед на строящия се Мост Блекфрайърс (на английски: Blackfriars Bridge) над Темза, Лондон, 1764